# Montemolín
Montemolín – gmina w Hiszpanii, w prowincji Badajoz, w Estramadurze, o powierzchni 202,72 km². W 2011 roku gmina liczyła 1494 mieszkańców.